# 경제 제재
경제 제재(經濟制裁, 영어: economic sanctions)는 하나 이상의 국가에 의해 표적이 되는 국가, 단체, 개인에 적용되는 상업적, 금융적 불이익이다. 경제 제재는 금융 제재에 대한 다양한 형태의 무역 장벽, 관세, 제한을 포함할 수 있다. 엠바고(embargo)는 경제 제재와 비슷하지만 일반적으로 더 가혹한 제재를 암시한다. 경제 제재는 경제 상황을 이유만으로 부과되는 것은 아니며, 다양한 정치적, 군사적, 사회적 문제로 인해 부과되기도 한다. 경제 제재는 국가적, 국제적 목적을 수행하기 위해 사용할 수 있다.
엠바고(방해를 뜻하는 스페인어 embargo에서 비롯된 것으로, 일반적인 의미로 무역 용어로 무역 금지를 뜻함)는 특정 국가나 여러 국가와의 상업, 무역의 일부 또는 전체의 금지를 말한다. 엠바고는 이를 부과하는 국가에 의해 부과되는 강력한 외교적 수단으로 간주되며, 이는 부과를 받는 국가로부터 국가적 이익의 결과를 끌어내기 위해서 수행된다. 엠바고는 일반적으로 전쟁 행위로 간주되기도 하는 봉쇄와는 다르게 무역에 대한 합법적인 장벽으로 간주된다.

## 같이 보기
- 보이콧(불매 동맹)
- 비관세 장벽(NTB, NTM)
- 정치경제학
- 패권(헤게모니)
- 세계 인권 선언(UDHR)
- 경제적 자유
- 세계화